# Варский, Адольф
Адольф Ежи Варский (пол. Adolf Jerzy Warski, полное имя — Адольф-Георг Саулович Варшавский, 1868—1937) — польский революционер, деятель социалистического и коммунистического движений Польши, член «Пролетариата», Союза польских рабочих, СДКПиЛ, Коммунистической партии Польши.

## Биография
Родился в еврейской семье, его отец Шоел Варшавский (1839—?) был торговым служащим, мать — Райзля Маеровна Варшавская (в девичестве Майзнер, 1840—?). В 1889 году был одним из организаторов Союза польских рабочих. В 1893 году принимал участие в создании Социал-демократии Королевства Польского, а в 1898 — Социал-демократии Королевства Польского и Литвы (СДКПиЛ), был членом её Главного правления. Редактировал партийные издания «Sprawa robotnicza» и «Przeglad socjal-demokratygzny». Был делегатом СДКПиЛ на II и IV съездах РСДРП, а после вхождения СДКПиЛ в РСДРП в 1906 вошёл в состав ЦК РСДРП. Неоднократно подвергался арестам и ссылке. В 1918 году был одним из инициаторов объединения СДКПиЛ и ППС—левицы в Коммунистическую партию Польши (КПП). Участник 3-6-го конгрессов Коминтерна.
В 1919—1929 годах — член ЦК Коммунистической партии Польши, с 1923 — член Политбюро. В 1926 избран в Сейм от КПП.
В марте 1929 года был вынужден эмигрировать в СССР. Работал в Институте Маркса-Энгельса-Ленина над историей польского рабочего движения.
В 1937 году был репрессирован и расстрелян. Посмертно реабилитирован.

## Семья
Его дочь София Варская (1895—1937, расстреляна), заведующая отделом библиографии в газете «Трибуна Радзецка», была замужем за революционным деятелем и публицистом Владиславом Штейном-Краевским (1886—1937), а в 1927—1935 годах за Станиславом Станде.
Внук — Владислав Краевский (1919—2006), философ-материалист. Правнук — Станислав Краевский (род. 1950), философ, исследователь еврейской истории.
Дочь — Янина Мушкат (Янина Адольфовна Вышковская, 1902—1937, расстреляна), работала на полиграфической фабрике «Детская книга».

## Память
- В 1978 г. в Польше была выпущена почтовая марка, посвященная Адольфу Варскому.